# Креву
Креву́ (фр. Crévoux, окс. Crevós) — коммуна во Франции, находится в регионе Прованс — Альпы — Лазурный Берег. Департамент коммуны — Верхние Альпы. Входит в состав кантона Амбрён. Округ коммуны — Гап.
Код INSEE коммуны — 05044.

## Население
Население коммуны на 2008 год составляло 129 человек.
| 1962 | 1968 | 1975 | 1982 | 1990 | 1999 | 2008 |
| ---- | ---- | ---- | ---- | ---- | ---- | ---- |
| 103  | 131  | 127  | 115  | 117  | 103  | 129  |

## Экономика
Основу экономики составляет сельское хозяйство. В 1937 году был открыт горнолыжный курорт.
В 2007 году среди 89 человек в трудоспособном возрасте (15—64 лет) 67 были экономически активными, 22 — неактивными (показатель активности — 75,3 %, в 1999 году было 59,0 %). Из 67 активных работали 63 человека (38 мужчин и 25 женщин), безработных было 4 (3 мужчин и 1 женщина). Среди 22 неактивных 1 человек был учеником или студентом, 15 — пенсионерами, 6 были неактивными по другим причинам.

## Достопримечательности
- Церковь Сен-Марселлин XIV века.
- Музей, в котором представлены вещи из повседневной жизни прошлых веков (лыжи, маслобойки, прялки и инструменты).
- Мельница, работавшая до 1955 года.
- Фонтан и солнечные часы на центральной площади.
- Пещера Драк.

## Фотогалерея

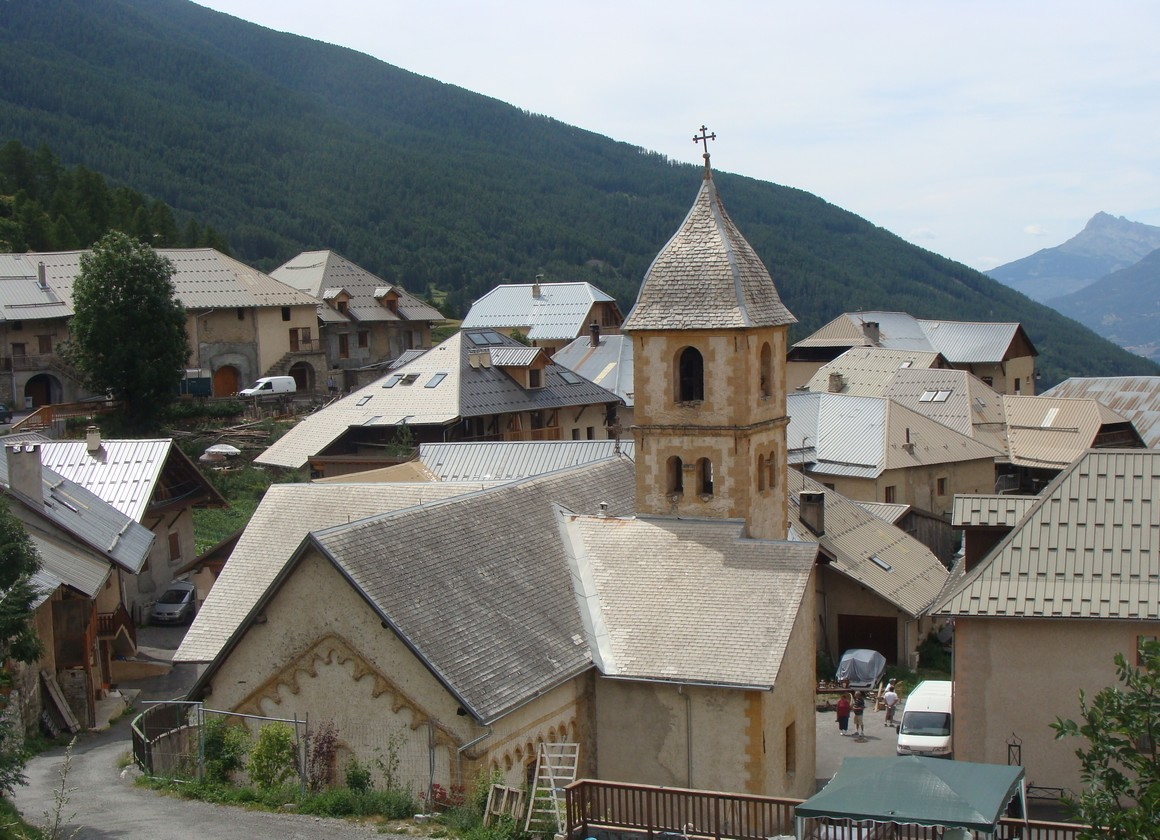
Креву
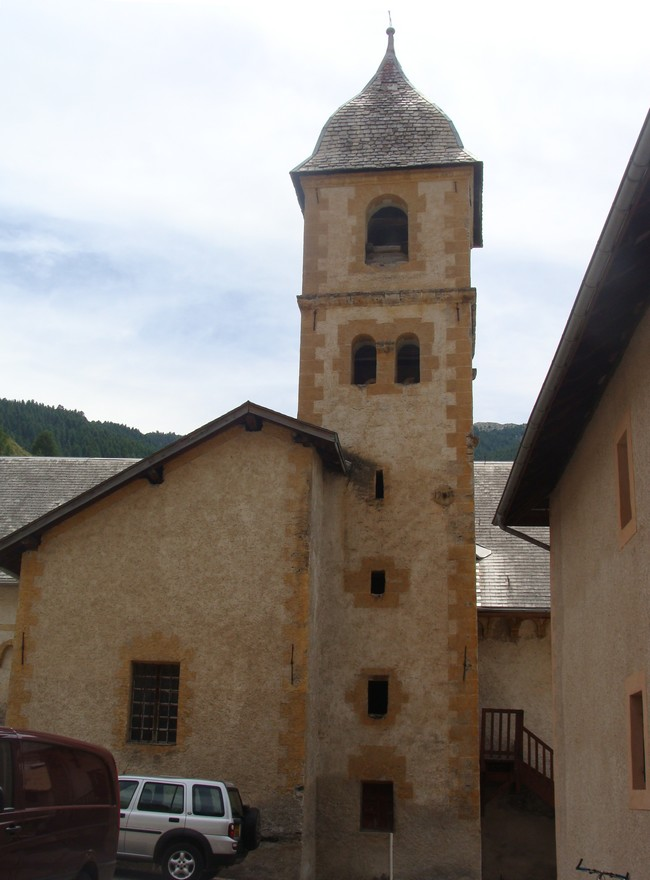
Церковь Сен-Марселлин
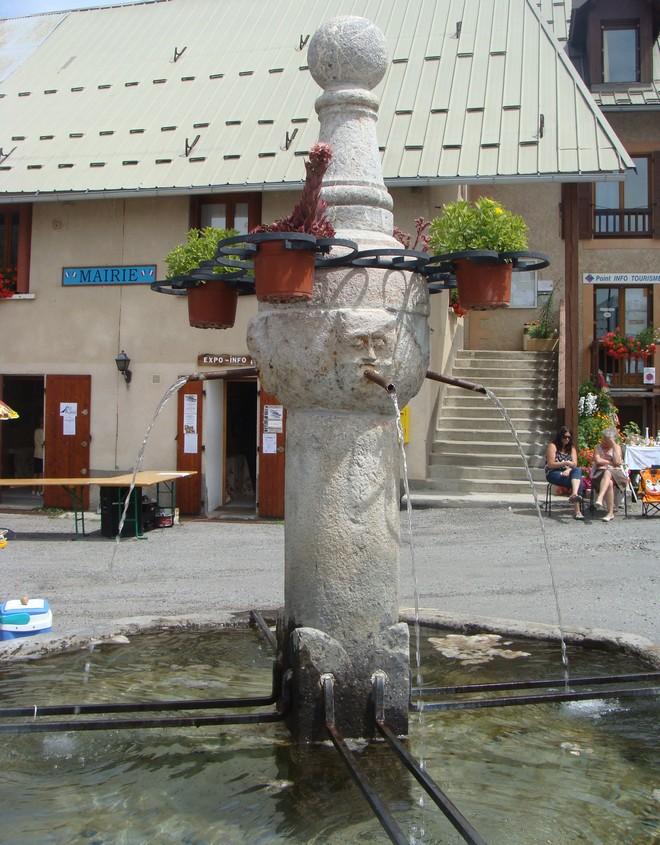
Фонтан и мэрия
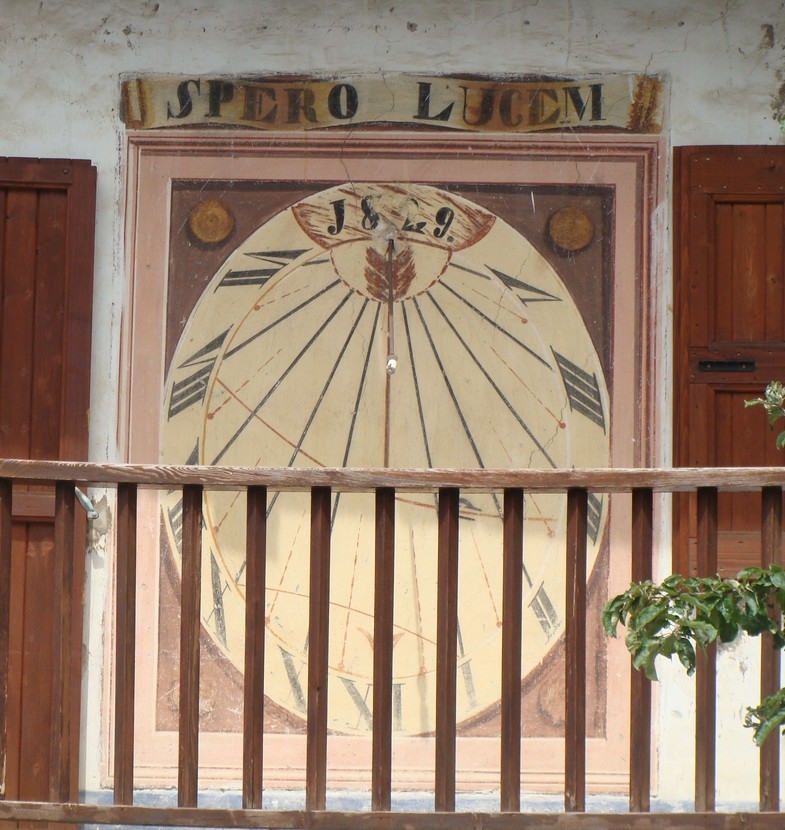
Солнечные часы